# Tamer Ruggli
Tamer Ruggli (* 24. Mai 1986 in Zürich, Schweiz) ist ein schweizerisch-ägyptischer Regisseur und Drehbuchautor.

## Leben
Ruggli wurde in Zürich geboren, wuchs jedoch in Kinshasa und in Riad auf. Er besuchte das zweisprachigen Kunstgymnasium Liceo Artistico in Zürich, welches er 2006 mit der Matur abschloss. Ab 2006 studierte er im Bereich Film an der Lausanner Kunsthochschule École cantonale d'art de Lausanne ECAL, die er 2010 mit seinem 15-minütigen Diplomfilm Cappuccino abschloss.
Cappuccino, der sich um die Selbstfindung des homosexuellen Teenagers Jérémie dreht, wurde auf zahlreichen internationalen Kurzfilmfestivals gezeigt. Er lief unter anderem im Juni 2011 im Wettbewerb des Palm Springs International ShortFest, beim Outfest 2011 sowie im Dezember 2011 auf dem 27. Internationalen Kurzfilmfestival Berlin. Auf dem 37. Seattle International Film Festival lief er im Wettbewerb Best of SIFF 2011 Shorts. Im Jahr 2011 wurde Cappuccino im Vereinigten Königreich von Peccadillo Pictures auf der Anthologie-DVD Boys on Film: Bad Romance und in den USA von Oracle Releasing auf der DVD Over the Rainbow – LGBT Shorts veröffentlicht.
Sein Kurzfilm Hazel nahm im November 2012 am Schweizer Wettbewerb CHurzfilm I der Internationalen Kurzfilmtage Winterthur teil. 2013 setzte dieser seine Weltreise fort und wurde an folgenden, international renommierten Festivals präsentiert: Solothurner Filmtage, Palm Springs International ShortFest, Festival Regard sur le court-métrage au Saguenay (Québec), Rio International Short Film Festival, Los Angeles Outfest, Cork International Film Festival.
Sein erster Spielfilm Back to Alexandria, der größtenteils in Ägypten, zwischen Kairo und Alexandria, aber auch in der Schweiz gedreht wurde, feierte in Oktober 2023 sein Weltpremiere in der Sektion Fokus Wettbewerb CH/DE/AT auf der 19. Zurich Film Festival. Der Film verfügt über eine hochkarätige Besetzung mit der libanesischen Schauspielerin und Regisseurin Nadine Labaki und der französischen Filmlegende Fanny Ardant in den Hauptrollen, nebst anderen Filmstars der arabischen Welt.

## Filmografie
- 2009: The Rejects (Kurzfilm)
- 2010: Cappuccino (Kurzfilm)
- 2011: Ruth (Kurzfilm)
- 2012: Hazel (Kurzfilm)
- 2023: Back to Alexandria (Langspielfilm)